# Bryon Wilson
Bryon Wilson, född den 7 april 1988 i Butte, USA, är en amerikansk freestyleåkare.
Han tog OS-brons i herrarnas puckelpist i samband med de olympiska freestyletävlingarna 2010 i Vancouver.